# Museu d'Art de Teshima
El Museu d'Art de Teshima és un museu localitzat a l'illa de Teshima, al Mar Interior de Seto, caracteritzat per no allotjar més exposicions que el propi edifici perquè l'edifici és l'exposició, sent un exemple d'arquitectura minimalista. L'edifici fou projectat per l'arquitecte Ryue Nishizawa amb la col·laboració de l'artista Rei Naito. Està situat sobre un turó cobert de terrasses de plantacions d'arròs. Fou encarregada per la Fundació Museu d'Art Fukutake.
L'estructura de l'edifici és redona i no té columnes pretenent tindre forma de gota d'aigua.